# Mystic Stylez
Mystic Stylez è il primo album in studio del gruppo hip hop statunitense Three 6 Mafia, pubblicato nel 1995.

## Tracce
1. Da Begining – 1:14
2. Break Da Law ('95) – 4:21
3. Da Summa – 4:43
4. Live By Yo Rep (B.O.N.E. Dis) (featuring Kingpin Skinny Pimp & Playa Fly) – 5:13
5. In Da Game – 4:04
6. Now I'm Hi' - Part 3 (featuring Playa Fly) – 5:10
7. Long Nite – 4:35
8. Sweet Robbery - Part 2 – 4:46
9. Back Against Da Wall (featuring Kingpin Skinny Pimp) – 4:51
10. Fuckin' Wit' Dis Click – 6:18
11. All Or Nothin' – 4:54
12. Gotta Touch 'Em - Part 2 – 4:54
13. Tear Da Club Up (Da Real) – 4:35
14. Big Bizness (Screwed) – 2:18
15. Mystic Stylez (featuring Playa Fly, La Chat & M.C. Mack) – 6:21
16. Porno Movie – 5:24